# Thorichthys affinis
Thorichthys affinis es una especie de peces de la familia Cichlidae en el orden de los Perciformes.

## Morfología
Los machos pueden llegar alcanzar los 14 cm de longitud total.

## Distribución geográfica
Se encuentra en  América Central: río Usumacinta (Guatemala y Belice ).